# 拜岛Liner
拜岛Liner（日语：／），是西武铁道在西武新宿站至拜島站間運行的座席指定制有料列車，以及对应的列車種別名。

## 历史
2017年11月20日，西武宣布新設拜岛Liner，为晚間时段从西武新宿站开往拜島站的下行列車，2018年3月10日起开始运行。
2022年9月30日，西武宣布新設拜岛Liner上行列車，於工作日早間通勤時段從拜島站開往西武新宿站，於2023年3月18日開始運行。

## 運行形態
本列車在新宿線内僅停靠西武新宿站、高田馬場站、小平站，在拜島線内为各站停车模式。
晚間時段下行列車，每日18:15起每小时运行，共5班，均为拜島站终到，并於小平站接續往所澤、本川越方向的一般列車。在西武新宿站和高田馬場站乘車时，需要事先购买大人300日元、儿童150日元的座席指定券。如果上车后才购买，会在指定券基础上加收200日元。小平站及往後的區間可以只持有乘車券乘車，並使用未被乘客購買指定券的座位。此外，因爲高田馬場站只供上車，乘客不能只乘坐西武新宿站－高田馬場站一段。
上行列車僅限工作日早間通勤時段開行，共2班，於拜島至小平各站只供上車（且不可只乘坐拜島線内區間），於高田馬場站、西武新宿站只供下車。

### 停車站
- 西武新宿站－高田馬場站－小平站－（此区段各站停車，无需指定券）－拜島站

## 使用車辆

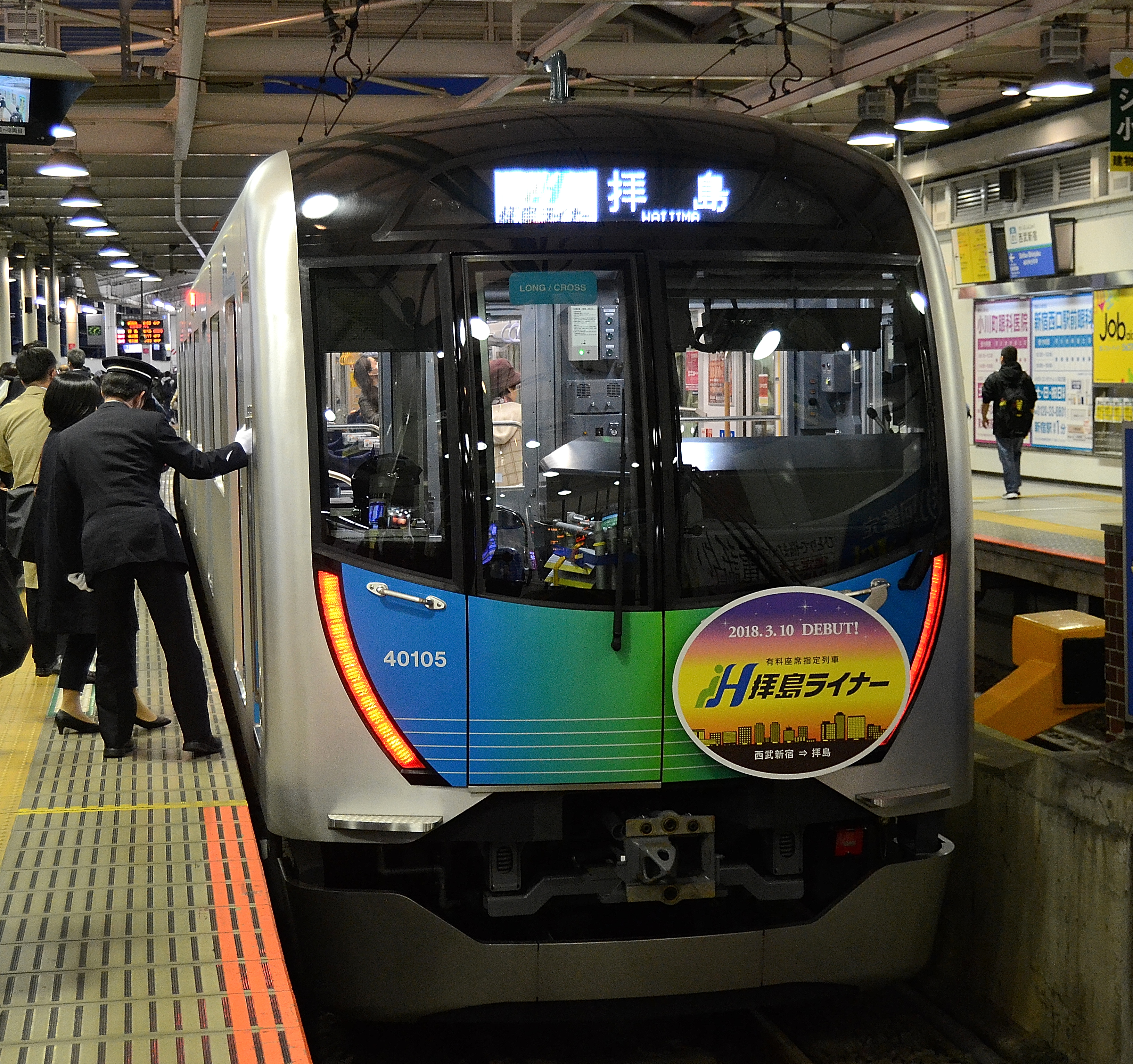
「拜島Liner」使用的西武40000系電車（新宿線，西武新宿站）

- 西武40000系電車（日语：西武40000系電車）[1]「拜島Liner」使用的西武40000系電車（日语：西武40000系電車）（新宿線，西武新宿站）

## 脚注
1. 1 2 3 4 5   (PDF) (新闻稿). . 2018-01-25  [2018-01-25]. （原始内容存档 (PDF)于2021-01-18） （日语）.
2. ↑  2017年11月16日，西武铁道申请将其注册为商標(商願2017-150899)
3. ↑   （日語）
4. ↑   （日語）
5. 1 2  . . 2018-01-29  [2018-01-29]. （原始内容存档于2021-01-24） （日语）.

## 外部連結
- 官方网站